# Your Mama Don't Dance
"Your Mama Don't Dance" es una canción de 1972 del dúo Loggins y Messina.  Hace parte del álbum Loggins and Messina, y alcanzó el cuarto puesto en la lista de Billboard.
Cuando se lanzó como un sencillo, se convirtió en Disco de oro, el único que tiene el dúo hasta la fecha.
"Your Mama Don't Dance" fue versionada por la banda de Hard Rock Y&T, al igual que por la agrupación Poison en 1989, siendo el cuarto sencillo de sus segundo álbum Open Up and Say...Ahh!. La versión de Poison escaló hasta el puesto número 10 en las listas de Billboard y se certificó con Oro.
Elvis Presley hizo una versión del tema como parte de un "medley" en 1974, en el álbum Elvis: As Recorded Live on Stage in Memphis.

## Álbumes
"Your Mama Don't Dance" se encuentra en los siguientes álbumes:
- Loggins and Messina
- The Best of Friends

Disco solista de Kenny Loggins de 1993:
- Outside: From the Redwoods

Poison:
- Open Up and Say...Ahh!
- Swallow This Live
- Poison's Greatest Hits: 1986-1996
- Crack a Smile
- The Best of Poison: 20 Years of Rock
- Poison'd!

Y&T:
- Down for the Count

## Personal
Versión de Loggins & Messina
- Kenny Loggins - voz, guitarra
- Jim Messina - voz, guitarra
- Jon Clarke - saxofón
- Al Garth - saxofón alto
- Larry Sims - bajo
- Merel Bregante - batería
- Michael Omartian - piano
- Milt Holland - congas